# Itatín
Itatín  fue una región histórico geográfica del Imperio español coincidente, luego de las sangrientas invasiones lusobrasileñas  con la parte sur del actual estado de Mato Grosso del Sur, que formó parte del Imperio español como un territorio perteneciente a la gobernación del Río de la Plata y del Paraguay hasta su división en 1617, fecha a partir de la cual quedó incluida en la gobernación del Paraguay, llamada inicialmente Gobernación del Guayrá.
Los límites de la región de Itatín eran: al este la sierra de Amambay, al oeste el río Paraguay, al sur el río Apa y al norte el río Tacuarí.
Ya desde el siglo XVIII gran parte del Itatín quedó en poder de Brasil (entonces el Brasil portugués) y tras la Guerra de la Triple Alianza toda la región pasó a estar bajo el dominio brasileño.

## Origen del nombre
Nuestro Itatí tiene de parte del Oriente a la dicha cordillera, al Poniente tiene al río Paraguay, de la parte del Norte tiene al río Butetey [Miranda] que entre en el Paraguay que esta cuajado de muichissimos gualachos labradores de que hablaremos despues, y hazia el sur tiene los pueblos que corren hazia la Assumpcion. Su altura o elevación de polo sobre el Horizontes es de diez e nuebe grados hasta veynte e dos grados y medio hazia el sur. (...) esta tierra del Itatí es muy fragosa y por esto se llama Itaati que quiere dezir piedras con puntas por los muchos pedregales que ay en ellas.

Según esta versión, itatí significa «nariz de piedra» en idioma guaraní, siendo itá: «piedra», y tï: «nariz».
Según otra versión, la palabra itatí significa «piedra blanca», siendo itá: «piedra», y tï: de morotï («blanca»). Nota: en el idioma guaraní existen sonidos con pronunciación nasal, en estos vocablos la nasalización se indica con un signo sobre la vocal, ej.: Ï; el vocablo «morotï» significa muy blanco o blanquear, y «TÏ»: blanco.
La región de Itatí se hallaba poblada por tribus guaraníes conocidas como itatines, de quienes se considera que los actuales paí tavyterá son sus descendientes. Los gualachíes no eran guaraníes, aunque hablaban el idioma guaraní.

## Historia de la región
En 1580 Ruy Díaz Melgarejo fundó la ciudad de Santiago de Jerez sobre el Mbototey (actual río Miranda), afluente oriental del Paraguay, abandonada poco después fue restablecida por Ruy Díaz de Guzmán en marzo de 1593 en otra ubicación, para convertirse en capital de la nueva tenencia de gobierno de Santiago de Jerez desde el 13 de enero de 1596, siendo su primer gobernante, pero sería suprimida en 1632 cuando los habitantes de su capital homónima se fueron por los ataques de los bandeirantes.
Por otro lado, en el año 1593, los jesuitas Juan Saloni y Marcial de Lorenzana evangelizaron la región de Itatín antes de continuar hacia el Guayrá, y el 30 de noviembre de 1596, el gobernador Juan Ramírez de Velazco destinó a indígenas de la región de Tepoty y la sierra de Itatín a encomiendas de los colonos de Asunción. El 12 de noviembre de 1597 volvió a distribuir indígenas en encomiendas.
Desde los saltos del Guairá al momento en que se producía el éxodo guayreño, el jesuita Antonio Ruiz de Montoya a petición del regidor de Santiago de Jerez, envió a los padres Diego Rançonnier y Justo Wan Surck (llamado a veces 'Justo Mansilla' para hispanizar el nombre) a explorar la región de Itatín en 1631. Vanfurk quedó como superior de esa misión en colaboración de Ignacio Martínez, Nicolás Henard y Diego Rançonnier.
En esta región los jesuitas fundaron en 1632 las reducciones de San José de Ycaroig (en ella quedó Nicolás Henard), Ángeles de Taruaty (el rector fue Ignacio Martínez) fundada pocos días después de la anterior, Encarnación (regida por Vanfurk) y Apóstoles San Pedro y San Pablo (regida por Rançonnier). Las cuatro fueron destruidas por los bandeirantes en 1632, por lo que en 1633 los indígenas sobrevivientes son reagrupados en Tepoty y Andirapucá, ambas refundidas ese año en Yatebó, de la cual en 1635 fueron distribuidos sus habitantes entre las reducciones de San Ignacio (ex misión franciscana de Caaguazú) y Nuestra Señora de la Fe del Taré.
Ante el peligro de un ataque bandeirante, en 1632 las reducciones franciscanas de Taré (o Tarey) y Bomboy fueron refundidas en una nueva llamada San Benito de Yatay, ese año esta reducción y la de Caáguazú fueron encomendadas interinamente a los jesuitas quienes las renombraron como Nuestra Señora de la Fe (a la de San Benito) y San Ignacio (a la de Caaguazú).
En 1649 sufrieron una nueva invasión por lo que fueron trasladadas ambas reducciones a Ipané, San Ignacio de Ipané y Nuestra Señora de la Fe a un lugar llamado Aguaranamby a orillas del río Piray (o río Aquidabán) en donde estuvieron hasta 1656 cuando regresaron a sus lugares originarios, pero debieron alejarse del río Paraguay por los ataques de los guaycurúes y mbayáes. En 1659 se trasladaron al Paraná con el nombre de Santiago (ex San Ignacio) y Santa María de Fe.
En 1750, el Tratado de Madrid de límites entre España y Portugal, al abolir la línea del Tratado de Tordesillas, afectó al Paraguay con la pérdida de la provincia del Itatín que fue cedida al Brasil portugués. 

Artículo VI: Desde la boca del Igurey continuará, aguas arriba, hasta encontrar su origen principal, y desde él buscará en línea recta, por lo más alto del terreno, la cabecera principal del río más vecino que desagua en el Paraguay por su ribera oriental, que tal vez será el que llaman Corrientes; y bajará, con las aguas de este río, hasta su entrada en el Paraguay; desde cuya boca subirá, por el canal principal que deja el Paraguay en tiempo seco, y por sus aguas, hasta encontrar los pantanos que forma este río, llamados la Laguna de los Xarayes, y atravesando esta laguna, hasta la boca del río Jaurú.